# Phalangitis
Phalangitis é um gênero de mariposa pertencente à família Acrolepiidae.